# Torre Eurosky
La Torre Eurosky è un grattacielo di Roma, il più alto edificio civile della città e una delle torri residenziali più alte d'Italia. Realizzato su progetto dell'architetto Franco Purini è ubicato al Torrino, zona residenziale confinante con l'EUR. Il progetto è ispirato alle torri medioevali della città, come la Torre delle Milizie.

## Descrizione
Il grattacielo, realizzato in calcestruzzo e acciaio rivestiti in granito lamellare, ha le facciate scandite dalle bucature regolari dei balconi. La torre Eurosky è articolata in due prismi verticali, ciascuno dei quali servito da due blocchi di scale e di ascensori, collegati da ponti che accolgono al loro interno parte degli impianti tecnici.
Altri ambienti destinati a impianti sono collocati alla sommità dell'edificio, coronato da una grande struttura che sostiene una parete di pannelli fotovoltaici. All'estremità della copertura si proietta una grande antenna destinata alle telecomunicazioni. Infine, la struttura di sostegno dei pannelli fotovoltaici crea una sorta di piega della facciata esterna della torre.
Il grattacielo ha un'altezza complessiva di 120 metri, scandita da 28 piani più 5 piani "tecnici".
La costruzione sorge nel Business Park dell'Europarco, nel quartiere Torrino del IX Municipio (ex XII), poco fuori dai confini amministrativi dell'EUR. Il progetto delle strutture è della SBG&Partners S.p.a. di Roma. Per la costruzione dell'opera sono stati spesi oltre 100 milioni di euro. Accanto al grattacielo residenziale si trova la Torre Europarco. La Torre Eurosky e la Torre Europarco sono state completate a metà 2012.